# Odontopyge antrophila
Odontopyge antrophila är en mångfotingart som beskrevs av Carl Graf Attems 1951. Odontopyge antrophila ingår i släktet Odontopyge och familjen Odontopygidae. Inga underarter finns listade i Catalogue of Life.